# Зафкиэль
Зафкиэль (др.-евр. צפקיאל‬, другие варианты: Цафкиэль, Цацил, Цакил, Зафчиал, Зафчиаль, Зафиэль или Целель) — архангел. Его имя означает «знание Бога». Иногда его отождествляют с Иофиилом / Зофилу, но иногда считают другим ангелом.
Зафкиэль — «начальник ордена престолов и один из 9 ангелов, управляющих Небесами; он также один из 7 архангелов» . Он может наблюдать за людьми, когда им нужно принимать важные решения и когда они должны выразить их словами. Если они не уверены в словах, он поможет им сделать сообщение более ясным. Он связан с планетой Юпитер. Это связано также с сфирой бина в каббале.